# Phaedrotoma renerrens
Phaedrotoma renerrens är en stekelart som först beskrevs av Fischer 1983.  Phaedrotoma renerrens ingår i släktet Phaedrotoma och familjen bracksteklar. Inga underarter finns listade i Catalogue of Life.